# Larry Farmer
Larry Farmer (Denver, 31 gennaio 1951) è un ex cestista e allenatore di pallacanestro statunitense.

## Carriera
Venne selezionato dai Cleveland Cavaliers al settimo giro del Draft NBA 1973 (108ª scelta assoluta).

## Palmarès

### Giocatore
- Campionato NCAA: 3

UCLA Bruins: 1971, 1972, 1973